# Campodorus ciliator
Campodorus ciliator är en stekelart som beskrevs av Dmitriy R. Kasparyan 2006. Campodorus ciliator ingår i släktet Campodorus och familjen brokparasitsteklar. Inga underarter finns listade.